# Ligne de contrôle (Cachemire)
 (décembre 2014).
Si vous disposez d'ouvrages ou d'articles de référence ou si vous connaissez des sites web de qualité traitant du thème abordé ici, merci de compléter l'article en donnant les références utiles à sa vérifiabilité et en les liant à la section « Notes et références ».

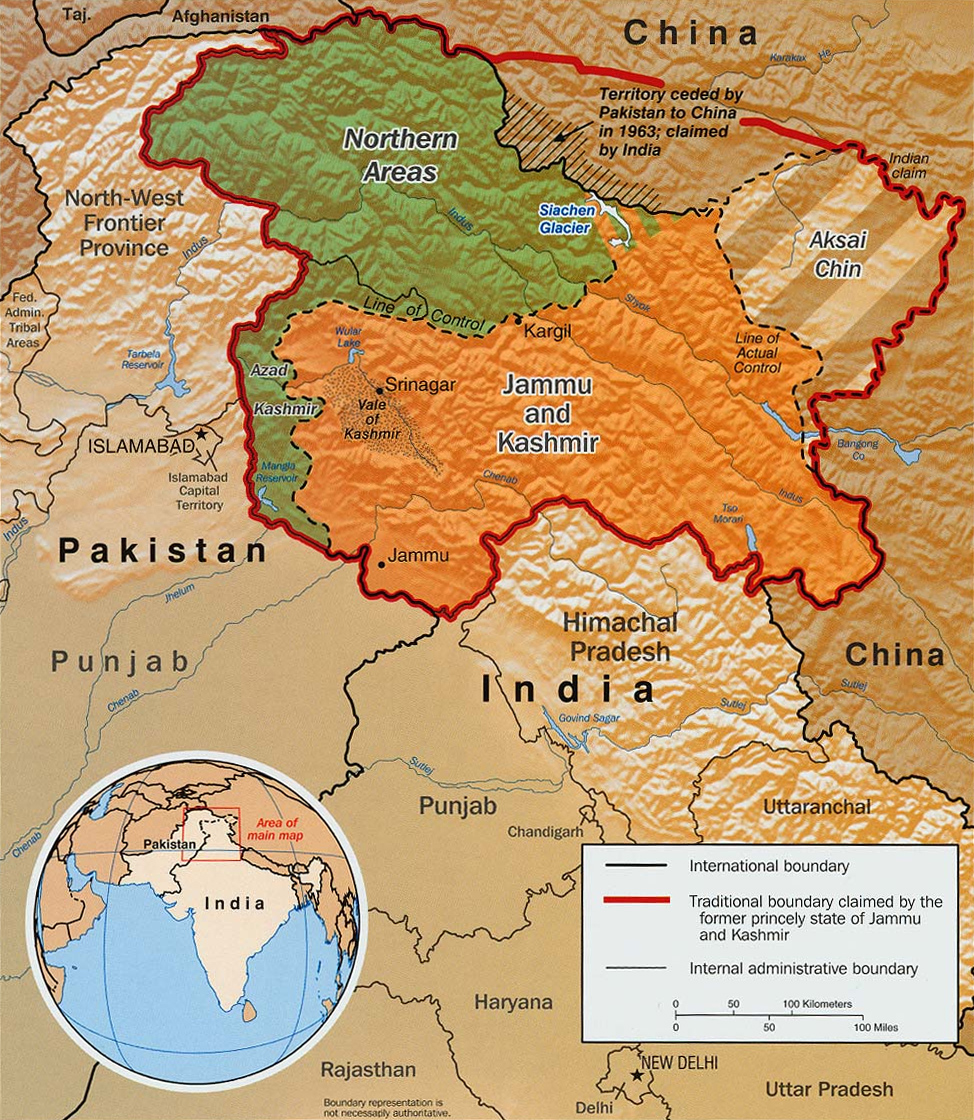
La ligne de contrôle en pointillé.

La ligne de contrôle (Line of Control (LoC) en anglais) est le nom donné par l'Organisation des Nations unies à la ligne de cessez-le-feu issue de l'accord de Karachi du 1er janvier 1949 après la Première Guerre indo-pakistanaise. À cette date, son étanchéité est assurée par une force d'observation sous mandat international.

## Caractéristiques
Juridiquement parlant, la LoC n'a pas valeur de frontière internationale. Le tracé de la ligne de partage indo-pakistanaise se fait donc sur le mode flou du limes romain, à savoir une zone militarisée marquant une limite physique entre les deux États. Il n'y a donc pas de bornes frontière qui officialiserait un accord de partage territorial entre l'Inde et le Pakistan. Cette indécision juridique explique que l'existence de la LoC soit plus ancrée dans le territoire grâce à une présence militaire massive, à l'image des lignes de cessez-le-feu qui n'ont pas été reconnu comme frontières internationales parce les deux belligérants sont toujours en état de guerre (comme la DMZ séparant les deux Corée).
Il s'agit d’une ligne de démarcation prétendant à l’étanchéité. Sur ses 740 km de long, une section de 550 km est constituée par un double rang de barbelés d’une hauteur de 2,5 m à 4 m selon les endroits, électrifiés et équipés de capteurs lorsque c'est possible. Entre les barbelés, le terrain est miné. Le reste de la ligne est trop inaccessible pour que cette « barrière » soit prolongée. 350 000 soldats indiens y seraient déployés[réf. nécessaire].
Le caractère hermétique de cette ligne est néanmoins partiel. Contrairement à la situation coréenne, le cessez-le-feu est largement ignoré, et ce de façon chronique. Les accrochages quasi-mensuels apportent leurs contributions au nombre de morts total qui atteint aujourd’hui entre 50 000 et 75 000 victimes depuis 1989. Sur la base de micro-interventions, l’affrontement entre l’Inde et le Pakistan prend donc plus la forme d’une guérilla que celle d’une guerre déclarée.
L'érection en 2007 de cette barrière infranchissable a eu pour conséquence l'impossibilité de la migration et ainsi la disparition du cerf du Cachemire, du markhor et d'autres espèces de la partie pakistanaise du Cachemire où elles étaient autrefois très présentes.